# White Flag
White Flag – pierwszy singel brytyjskiej piosenkarki Dido, promujący jej drugi studyjny album Life for Rent. Utwór uznawany jest za największy hit artystki. Piosenka znajduje się na 22 miejscu najlepiej sprzedających się singli w historii, z łącznym nakładem 6,676,000. W teledysku do piosenki wystąpił znany aktor David Boreanaz.

## Listy przebojów
| Listy (2003)                           | Najwyższa pozycja |
| -------------------------------------- | ----------------- |
| Argentyna                              | 1                 |
| Australia                              | 1                 |
| Austria                                | 1                 |
| Belgia                                 | 2                 |
| Kanada                                 | 12                |
| Dania                                  | 2                 |
| Holandia                               | 5                 |
| Finlandia                              | 19                |
| Francja                                | 5                 |
| Niemcy                                 | 1                 |
| Irlandia                               | 2                 |
| Włochy                                 | 1                 |
| Norwegia                               | 1                 |
| Hiszpania                              | 4                 |
| Szwecja                                | 2                 |
| Szwajcaria                             | 2                 |
| Rosja Singles Chart                    | 1                 |
| Rosja Airplay                          | 1                 |
| UK Singles Chart                       | 2                 |
| U.S. Billboard Hot 100                 | 18                |
| U.S. Billboard Hot A.C.T.              | 1                 |
| U.S. Billboard Hot Adult Top 40 Tracks | 1                 |
| U.S. Billboard Hot Singles Sales       | 1                 |
| U.S. Billboard Hot Digital Tracks      | 1                 |